# Vicús Santa Rosa
Vicús Santa Rosa es un caserío peruano ubicado en el distrito de Chulucanas, perteneciente a la provincia de Morropón del departamento de Piura, al norte del Perú. 

## Ubicación
Vicús Santa Rosa se ubica al noroeste de la provincia de Morropón, en el distrito de Chulucanas, en el departamento de Piura.

## Demografía
En 2017 Vicús Santa Rosa tenía una población de 133 habitantes.